# Цоњо
Цоњо (итал. Zogno) је насеље у Италији у округу Бергамо, региону Ломбардија.
Према процени из 2011. у насељу је живело 5694 становника. Насеље се налази на надморској висини од 322 м.

## Становништво
Према резултатима пописа становништва 2011. у општини је живело 9.054 становника.
| 1931. | 1936. | 1951. | 1961. | 1971. | 1981. | 1991. | 2001. | 2011. |
| ----- | ----- | ----- | ----- | ----- | ----- | ----- | ----- | ----- |
| 6.811 | 6.260 | 7.401 | 8.211 | 8.674 | 8.531 | 8.724 | 9.015 | 9.054 |